# 博胡斯拉韋茨
49°42′30″N 32°9′3″E / 49.70833°N 32.15083°E

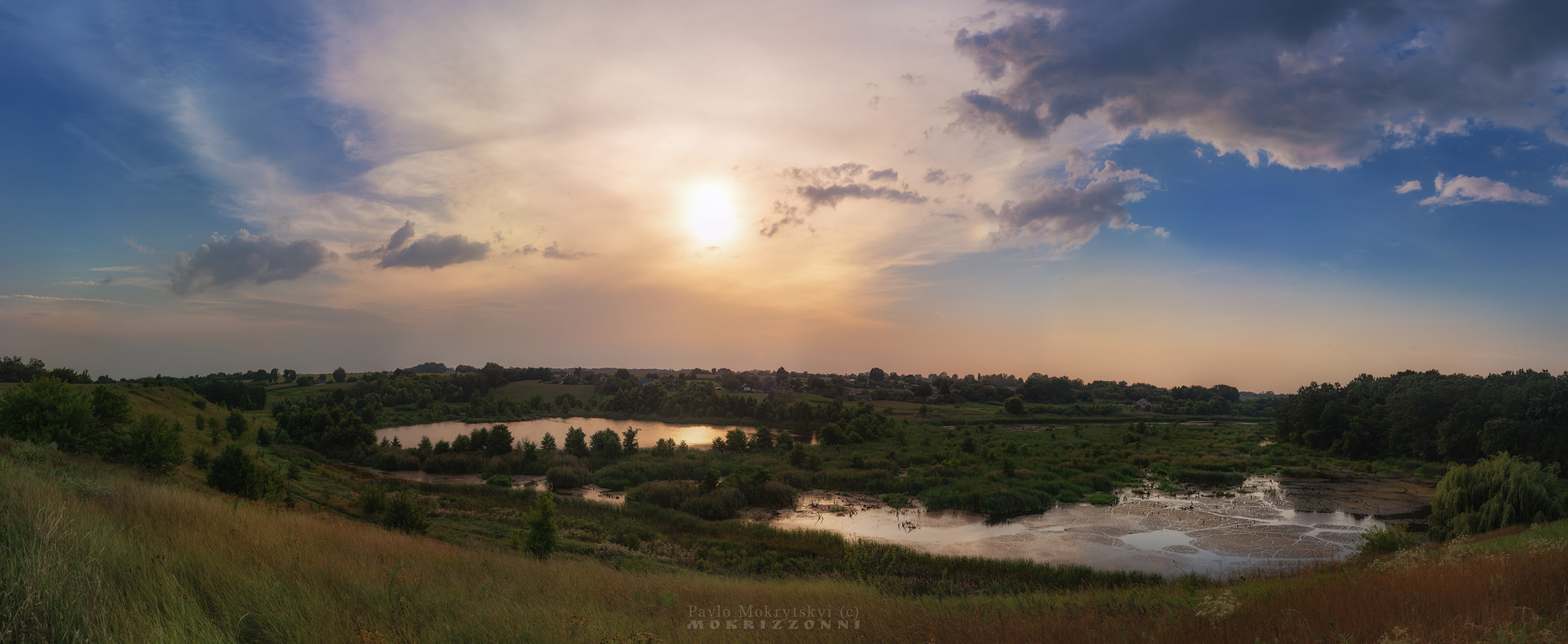
风景

博胡斯拉韋茨（烏克蘭語：Богуславець）是位於烏克蘭中部的村莊，由切爾卡瑟州佐洛托諾沙區的沃茲內森斯凱市鎮負責管轄。該村始建於1660年，面積2.85平方公里，海拔高度104米，2001年人口864，人口密度每平方公里303.2人。